# Dénkart
Dénkart, „Akta náboženství“, je středoperský text z přelomu 9. a 10. století shrnující zarathuštrickou nauku, morálku, historii a literaturu. Dílo má podobu kompilace a s jeho tvorbou začal na počátku 9. století Áturfarnbag, poté v ní pokračoval jeho syn Zardošt a nakonec bylo prakticky dokončeno Áturpátem, synem Hémétovým. K poslední redakci pak došlo v 10. století. Původně se skládal z devíti knih, první dvě a počátek třetí se však ztratily. Podle Philippa Gignouxe je Dénkart primárně dílem apologetickým, reagujícím na sílící tlak islámu a zároveň sloužící k zachování toho nejvýznamnějšího z posvátných textů.

## Obsah
Třetí kniha obsahuje více než čtyři sta kapitol, z nichž některé jsou velmi krátké, různého obsahu, například o kosmogonii, manželství mezi blízkými příbuznými, handarzech nebo medicíně. Nemají žádnou zjevnou koncepci s výjimkou polemického zaměření proti „špatným náboženstvím“, explicitně manicheismu a judaismu, z důvodů opatrnosti však není mezi nimi přímo zmiňován islám. Zároveň však obsahuje polemiku zpochybnění některých muslimských konceptů: Mohameda jako „pečeti proroků“, modloslužebnictví a víry ve věčný pobyt v pekle. Čtvrtá kniha ještě více postrádá jasný záměr, zaobírá se například původem Ameša Spentů, rolí perských králů jako obránců zarathuštrismu, spekulacemi o času, osudu a svobodné vůli, ale také hudbou nebo vědami. Tyto knihy obsahují také dvě podání o historii textu a rukopisů Avesty.
První část páté knihy má podobu odpovědí Áturfarnbaga na otázky konvertity, týkajících se především Zarathuštrova života a poselství, hlavních principů zarathuštrické víry, rituálního očištění, zásad stravování nebo například manželství. Má výrazně nacionalistický charakter a vyjadřuje naději na obnovení vlády zarathuštrismu v Íránu. Druhá část obsahuje třicet tři otázek jistému křesťanovi týkající se metafyziky, povahy předávání zjevení nebo například správného provádění kultu. Šestá kniha je kolekcí handarzů, ponaučení mudroslovného rázu.
Kniha sedmá obsahuje Zarathuštrův životopis, ale zaobírá se také událostmi budoucími, například příchodem sóšjansů. Kniha osmá obsahuje souhrn obsahu Avesty v její sasánovské podobě, ale také pasáže o trestním a zemědělském právu. Kniha devátá je svého druhu zandem – komentářem k obsahu Avesty z předchozí knihy, především k třem nejvýznamnějším modlitbám: Ahuna vairja, Ašem vohu a Jenhé hátam.

### Sepsání Avesty
Dílo obsahuje například dvě verze o sepsání Avesty. Podle první, uvedené v třetí knize, dal Avestu sepsat král Vištásp, přičemž prvopis nechal uložit do své pokladnice a kopii do archivu. Jeden z rukopisů pak měl nechat Alexandr Makedonský spálit a druhý přeložit do řečtiny, z ostatních se měly zachovat jen fragmenty. Ty pak byly na příkaz prvního sasánovského krále Ardašíra I. sebrány a doplněny knězem Tansarem. Podle druhé verze, uvedené v knize čtvrté, nechal Vištásp sebrat texty Avesty a dva rukopisy byly pořízeny na příkaz Dareia III. K sebrání fragmentů mělo dojít postupně, měl jej provést arsakovský král Valgaš, kněz Tansar a velekněz Áturpát, syn Mahrespendův. Nakonec měl král Husrav II. nechat provést novou redakci Avesty a Zandu.